# 1884年10月19日日食
1884年10月19日日食为一次在协调世界时1884年10月19日出現的日偏食。該次日食食分為0.6385。

## 概述
這次日食的食分是0.6385。

## 基本參數
- 類型：日偏食
- 食甚資料：
  - 日期：1884年10月19日
  - 時間：0時17分42秒
  - 地點：71N 130W
  - 食分：0.6385

## 外部連結
- NASA日食專頁（页面存档备份，存于）（英文）